# Cyrwarica
Cyrwarica (bułg. Църварица) – wieś w Bułgarii, w obwodzie Kiustendił, w gminie Newestino. Według danych szacunkowych Ujednoliconego Systemu Ewidencji Ludności oraz Usług Administracyjnych dla Ludności, 15 czerwca 2020 roku miejscowość liczyła 30 mieszkańców.

## Osoby związane z miejscowością
- Złatan Stojkow (1951) – bułgarski generał